# Бордон, Ивано
Ивано Бордон (итал. Ivano Bordon; род. 13 апреля 1951, Маргера) — итальянский футболист, вратарь.

## Биография
Бордон родился в коммуне Маргера провинции Венеция. Дебютировал в основном составе миланского «Интера» в 1970 году. В этом клубе прошла большая часть карьеры Бордона. За «чёрно-синих» он сыграл в 281 матче только в Серии A. Дважды вратарь становился чемпионом Италии, причём сделал он это с разницей в 9 лет. Также в клубе из Милана он два раза завоёвывал Кубок страны.
С 1978 по 1984 год Ивано Бордон выступал за сборную Италии. Он был в составе сборной на трёх крупных турнирах — чемпионатах мира 1978 и 1982 и на домашнем для Италии чемпионате Европы 1980 года. Но во всех трёх случаях являлся лишь дублёром ветерана сборной и её капитана — Дино Дзоффа. Несмотря на это, Бордон, даже не сыграв на мундиале 1982 года, также стал чемпионом мира. После ухода из сборной Дзоффа, у Бордона стало больше возможностей защищать ворота национальной команды. Всего за период с 1978 по 1984 год он сыграл 21 матч за «Скуадру адзурру».
В 1983 году Бордон покинул «Интер» и перебрался в «Сампдорию», где начинала выстраиваться мощная команда, впоследствии дошедшая до финала Лиги чемпионов. Сам же Бордон успел выиграть в составе генуэзцев свой третий Кубок Италии.
Завершал карьеру футболиста Ивано Бордон в скромных «Санремезе» и «Брешиа».
С 1993 года начал тренерскую карьеру. Работал тренером вратарей в «Наполи», «Ювентусе» и «Интере». С 2004 года — тренер вратарей сборной Италии. Работал в тренерском штабе сборной в 2006 году, когда итальянцы выиграли очередной чемпионат мира. Бордон стал единственным человеком, который оказался причастен к победам Италии на чемпионатах мира как 1982, так и 2006 года.

## Достижения
- Чемпион мира (1): 1982
- Чемпион Италии (2): 1970/71, 1979/80
- Обладатель Кубка Италии (3): 1977/78, 1981/82, 1984/85